# Josef Lengsfeld
Josef Lengsfeld (* 30. April 1878 in Dobrowitz, Böhmen; † 11. November 1938 in München) war ein deutscher Musiker, Konzertmeister und Komponist jüdischer Herkunft.

## Leben
Er war der jüngste der drei Söhne des Arztes Moritz Lengsfeld (* 1841-nach 1901) in Dobrowitz und der Johanna Kornfeld (1849–1901).
Lengsfeld war Violinist und hat in seiner Heimatstadt Dobrowitz, in Franzensbad, Bad Kissingen und in München gearbeitet. Zuletzt war er als Erster Geiger Mitglied der Münchner Philharmoniker. Er selbst und sein Konzertmeister Carl Snoeck waren die beiden einzigen Juden im Orchester und wurden deshalb im April 1938 „aus rassischen Gründen“ entlassen. Schon im März 1934 war er gemeinsam mit Carl Snoeck aus dem Bad Kissinger Kurorchester entlassen worden, das damals in den Sommermonaten aus Musikern der Münchner Philharmoniker bestand.
Lengsfeld nahm sich daraufhin gemeinsam mit seiner Ehefrau Hedwig (* 9. Dezember 1884 in Eger) nach den Novemberpogromen in ihrer Wohnung in der Horscheltstraße 1 (Schwabing-West) das Leben mit Gas.